# Les Semeurs d'abîmes
Les Semeurs d'abîmes (Semănătorii de prăpăstii) este un roman science-fiction  de Serge Brussolo. A apărut prima oară în septembrie 1983  la editura Fleuve Noir în colecția Anticipation. Les Semeurs d'abîmes a fost republicat în 2005 de către editura Vauvenargues. 

## Povestea
O nouă modă apare: tatuajele mobile. Este o moda criminală sau un plan de exterminare? Sau un semn că se apropie sfârșitul lumii?